# Busnäs
Busnäs är en fiktiv, liten ort i Dalarna. Ursprungligen förekom den i ungdomsböcker av Hans-Eric Hellberg. Historier från dessa böcker låg till grund för Sveriges Televisions julkalender 1986, Julpussar och stjärnsmällar. Hans-Eric Hellberg har skrivit fler böcker som utspelar sig i Busnäs efter Julpussar och stjärnsmällar, såsom Farlig landning, 1987. Enligt Hellberg själv är förebilden till Busnäs samhället Torsång strax utanför Borlänge.